# Un rostre en la multitud
Un rostre en la multitud (títol original en anglès A Face in the Crowd) és una pel·lícula estatunidenca dirigida per Elia Kazan i estrenada l'any 1957. Ha estat doblada al català.

## Argument[2]
Una cadena de televisió converteix en estrella televisiva a un vagabund. La sorprenent reacció del públic cap al personatge canviarà la seva vida per complet, convertint-se en víctima dels mitjans de comunicació.

## Repartiment
- Andy Griffith: Larry "Lonesome" Rhodes
- Patricia Neal: Marcia Jeffries
- Anthony Franciosa: Joey
- Walter Matthau: Mel Miller
- Lee Remick: Betty Lou Fleckum
- Percy Waram: General Haynesworth
- Paul McGrath: Macey
- Rod Brasfield: Beanie
- Marshall Neilan: Senador Worthington Fuller
- Alexander Kirkland: Jim Collier
- Charles Irving: Mr. Luffler
- Howard Smith: J.B. Jeffries
- Kay Medford: La primera esposa de Larry Rhodes
- Big Jeff Bess: Xèrif Big Jeff Bess